# 롭 드리우
롭 드리우(Rob deLeeuw, 1975년 1월 1일 ~ )는 캐나다의 배우이다.
몬트리올에서 태어났다.

## 출연 작품
- 스파키 (2016년) - 청크 목소리 역
- 크리스마스 케이퍼 (2007년)
- 가장 무서운 이야기 (2006년)
- 애프터 투모로우 (2005년) - 나단 역
- 가이 X (2005년)
- 더 쉬프먼트 (2001년)
- 나의 다섯 아내 (2000년)
- H-E 더블 하키 스틱스 (1999년)

### 텔레비전
- 다크 엔젤 (2001)